# Suddenly (Billy-Ocean-Lied)
Suddenly ist ein Lied von Billy Ocean aus dem Jahr 1984, das von ihm selbst in Kooperation mit Keith Diamond geschrieben und von letzterem produziert wurde. Es erschien im September 1984 auf dem gleichnamigen Album. 

## Inhalt
In der Handlung des Liedes verliebt sich der Protagonist erstmals und ist darüber erstaunt, wie sich das anfühlt. Er vergleicht es mit einem plötzlichen Erwachen, das Leben erhält eine neue Bedeutung für ihn.

## Musikvideo
Das Musikvideo zeigt Billy Ocean, der den Song in einem hellen Anzug in einem Theater vor einem sitzenden Publikum singt. Zugleich sind verschiedene kleine Handlungssegmente mit sich küssenden Paaren, die dann auch im Publikum sitzen,  eingeschnitten. Es wurde bei YouTube mehr als elf Millionen Mal abgerufen.

## Rezeption
Die Veröffentlichung als Single fand am 1. April 1985 bei Jive Records statt. Es war die dritte aus dem Album ausgekoppelte Single und im Vereinigten Königreich mit Platz vier die erfolgreichste. Auch in den USA erreichte der Song diese Chartposition. In Deutschland erreichte der Titel im Mai 1985 Platz 50.
In der Episode Family Goy von Family Guy sang Peter den Song, als er eine Attrappe von Kathy Ireland sah.

## Coverversionen
- 1997: Gloria Gaynor
- 2009: Diana Ross